# Omar Craddock
Omar Craddock (ur. 26 kwietnia 1991) – amerykański lekkoatleta specjalizujący się w trójskoku.
W 2010 sięgnął po brąz mistrzostw świata juniorów w Moncton. Uczestnik światowego czempionatu w Moskwie (2013). W 2015 zajął 4. miejsce podczas mistrzostw świata w Pekinie. Piąty zawodnik halowego czempionatu w Portland (2016).
Złoty medalista mistrzostw Stanów Zjednoczonych. Stawał na najwyższym stopniu podium czempionatu NCAA.
Rekordy życiowe: stadion – 17,68 (20 kwietnia 2019, Long Beach); hala – 17,18 (10 lutego 2018, Fayetteville).

## Osiągnięcia
| Rok  | Impreza                     | Miejsce  | Lokata            | Wynik |
| ---- | --------------------------- | -------- | ----------------- | ----- |
| 2010 | Mistrzostwa świata juniorów | Moncton  | 3. miejsce        | 16,23 |
| 2013 | Mistrzostwa świata          | Moskwa   | el. – 18. miejsce | 16,40 |
| 2015 | Mistrzostwa świata          | Pekin    | 4. miejsce        | 17,37 |
| 2016 | Halowe mistrzostwa świata   | Portland | 5. miejsce        | 16,87 |
| 2019 | Igrzyska panamerykańskie    | Lima     | 1. miejsce        | 17,42 |
| 2019 | Mistrzostwa świata          | Doha     | el. – 13. miejsce | 16,87 |